# Don Benito
Don Benito (Don Benitu in estremegno) è un comune spagnolo di 37 048 abitanti situato nella comunità autonoma dell'Estremadura.
Nel 2022 i residenti di Don Benito hanno approvato con referendum la fusione col confinante comune di Villanueva de la Serena.